# پلاسی (ابر)
پلاسی ابری شبیه تکه‌های ژنده که گاهی لایه پیوسته‌ای تشکیل می‌دهد و زیر ابر دیگری قرار می‌گیرد یا بدان متصل می‌شود؛ این ابر فرعی اکثراً همراه با فرازپوشنی و باراپوشنی و کومه‌ای‌بارا می‌آید.